# Augustyn Skoczylas
Augustyn Skoczylas (ur. 27 marca 1899 w Łodzi, zm. 21 kwietnia 1920 w bitwie pod Kropiwnią na Ukrainie) – sierżant Legionów Polskich i Wojska Polskiego II RP. Uczestnik I wojny światowej i wojny polsko-bolszewickiej. Kawaler Orderu Virtuti Militari

## Życiorys
Urodził się 27 marca 1899 w Łodzi w rodzinie Augustyna i Walerii z d. Arentowicz. Absolwent szkoły powszechnej i szkoły technicznej w Łodzi. Od 1915 w Legionach Polskich jako żołnierz 1 kompanii saperów. Po kryzysie przysięgowym został internowany w Szczypiornie. Zwolniony w 1918 wstąpił do odrodzonego Wojska Polskiego w którym jako żołnierz 26 pułku piechoty brał udział w walkach na froncie wojny polsko-bolszewickiej.
Szczególnie zasłużył się w walkach pod Niesołą, Zawihlem i Kropiwną. „Odznaczał się osobistą odwagą, inicjatywą i dużą samodzielnością w boju. Zmarł z ran odniesionych pod Kropiwną k. Zawihla”. Za tę postawę został odznaczony pośmiertnie Orderem Virtuti Militari.

## Ordery i odznaczenia
- Krzyż Srebrny Orderu Wojskowego Virtuti Militari nr 1603[2][3]
- Medal Niepodległości[2]